# Fushë-Arrëz
Fushë-Arrëz város Albánia északi részén, Shkodra városától légvonalban 43, közúton 75 kilométerre keletre, a Mirdita-vidék északi részén, a Fan völgyében. Shkodra megyén belül Fushë-Arrëz község székhelye, Fushë-Arrëz alközség központja. A 2011-es népszámlálás alapján az alközség népessége 2513 fő, Fushë-Arrëz város becsült lakossága 2006-ban 2438 fő volt. Látnivalókban szűkölködő egykori bányászváros.

## Fekvése
Fushë-Arrëz a Mirdita-fennsík északi részét átszelő Nagy-Fan folyó délnyugat–északkeleti irányú felső szakaszának völgyében fekszik, az északról érkező Kryezi-patak (Përroi i Kryeziut) torkolatának közelében, 503 méteres tengerszint feletti magasságban.A várostól délre a Munella-hegységhez tartozó Marshez-hegy (Maja e Marshezit, 1010 m), míg északról a Kunora e Dardhës hegység déli nyúlványa, a Hije-hegy (Maja e Hijes, 1077 m) szegélyezi a völgyszakaszt. A települést átszeli a Shkodrát Kukësszal összekötő SH5-ös főút. A várostól 10 kilométerre keletre erről ágazik le észak felé, a Fierzán át Bajram Curriba tartó SH22-es főút.

## Története
A 20. század közepéig nehezen megközelíthető, jelentéktelen falu volt, lakói fakitermeléssel foglalkoztak. A 20. század második felében, a kommunizmus évtizedeiben fejlesztették iparvárossá. Egyfelől faipari, fafeldolgozó üzemegységeket építettek – 1964-től a helyi fűrészárugyár igazgatója Pali Miska, későbbi kommunista politikus volt –, másfelől a közelben megnyitott bányák nyersanyagára épülő ércdúsítót és rézfeldolgozó gyárat telepítettek Fushë-Arrëzbe.
A rendszerváltást követően üzemeinek nagy része bezárt, munkanélküliség és elvándorlás sújtotta. Napjainkban befektetőkre váró, fejletlen infrastruktúrájú város.